# Carolina Kasting
Carolina Kasting Arruda Grecco (Florianópolis, 12 de julho de 1975) é uma atriz brasileira.

## Biografia
Aos 14 anos, saiu de Florianópolis para estudar na escola do corpo de baile do Teatro Guaíra, em Curitiba. Anos depois, o interesse pelo teatro fez com que fosse para São Paulo estudar artes dramáticas e trabalhar nos palcos. Em 1996, participou em São Paulo da primeira oficina de atores da Rede Globo. 
Em 1996 estreou na novela Anjo de Mim, como protagonista. Em 1997, fez uma participação no remake de Anjo Mau, e também participou da minissérie Hilda Furacão. No ano seguinte transferiu-se para o Rio de Janeiro e na  Rede Manchete encarnou Brida sua primeira protagonista na TV, na telenovela homônima, seu único trabalho fora da Globo. Em 1999 fez uma participação em Malhação, em que fazia uma falsa freira. Ainda em 1999 interpretou a antagonista Rosana, de Terra Nostra, ganhou projeção nacional e elogios da crítica especializada. Acumulou na emissora outros trabalhos memoráveis, entre eles, a alcoólatra Mariana de Coração de Estudante, a médica má Laura de Mulheres Apaixonadas, a doce Mariquinha de Cabocla e o espírito de Laura no remake de O Profeta.
No cinema, interpretou Éster no filme Sonhos Tropicais. Por sua atuação, ganhou o prêmio de melhor atriz do Festival de Recife, em 2002. Durante três anos, fez apenas pequenas participações na TV, devido ao nascimento da filha. A partir de outubro de 2007 voltou integralmente em mais uma temporada do seriado Malhação. No teatro, realizou trabalhos como Não me Abandones no Inverno, de Avelino Alves, dirigido por Hugo Vilavicenzio; Alice Através do Espelho, adaptação de Maurício Arruda Mendonça e direção de Paulo de Moraes; Van Gogh – O Amarelo Aumenta Todos os Dias, direção de Ivana Leblon e em 2009, esteve no elenco do espetáculo infantil Ogroleto, dirigido por Karen Acioly. Em 2010, interpretou a vilã Judite da novela Escrito nas Estrelas. Em 2011, esteve na telenovela, O Astro, como a doce Jamile. Em 2012, participou de Amor Eterno Amor, como a psicóloga Beatriz. Em 2013 interpreta Gina, uma moça da periferia de São Paulo em Amor à Vida, de Walcyr Carrasco.
Em 2015 interpretou Rosa Ventana uma cozinheira da família, em Além do Tempo. Em 2018, muda-se para Portugal, para se estrear na ficção da TVI, integrando o elenco da novela Valor da Vida, com a personagem Camilla Vasconcelos, uma empresária bem sucedida no ramo da moda, mas com um passado negro, que a fez subir na vida (no qual o pretende esconder de tudo e de todos). Em 2020, volta à TV Globo como a personagem Agnes em Salve-se Quem Puder, contracenando com Vitória Strada que interpreta sua filha Kyra.

## Vida pessoal
Descendente de açorianos e alemães e irmã da atriz Rejane Arruda. Carolina é casada desde 2002 com o designer Maurício Grecco, com quem tem dois filhos, Cora e Tom.

## Filmografia

### Televisão
| Ano  | Título                   | Personagem                          | Notas                                      |
| ---- | ------------------------ | ----------------------------------- | ------------------------------------------ |
| 1996 | Anjo de Mim              | Valentina Santarém                  |                                            |
| 1997 | Você Decide              | Rosana                              | Episódio: "Na Sombra do Passado"           |
| 1997 | Anjo Mau                 | Úrsula Vidigal (Ucha)               | Episódios: "8–20 de setembro"              |
| 1998 | Hilda Furacão            | Bela B                              |                                            |
| 1998 | Brida                    | Brida                               |                                            |
| 1999 | Malhação                 | Laila                               | Episódios: "14–28 de janeiro"              |
| 1999 | Terra Nostra             | Rosana Telles de Aranha             |                                            |
| 2000 | Você Decide              | Violante                            | Episódio: "Um Casamento Aberto"            |
| 2001 | Porto dos Milagres       | Laura Proença                       | Fase 1                                     |
| 2001 | Presença de Anita        | Julieta                             |                                            |
| 2002 | Coração de Estudante     | Mariana Mendes                      |                                            |
| 2003 | Mulheres Apaixonadas     | Drª. Laura Medeiros                 |                                            |
| 2003 | Kubanacan                | Zelda                               | Episódios: "11 de novembro–13 de dezembro" |
| 2004 | Cabocla                  | Maria Junqueira Caldas (Mariquinha) |                                            |
| 2006 | O Profeta                | Laura Moura                         |                                            |
| 2006 | Papai Noel Existe        | Luciana                             | Especial de fim de ano                     |
| 2007 | Duas Caras               | Luíza Fonseca                       | Episódios: "1–2 de outubro"                |
| 2007 | Malhação                 | Profª. Béatrice Loprét              | Temporada 15                               |
| 2010 | Escrito nas Estrelas     | Judite Viana                        |                                            |
| 2010 | A Princesa e o Vagabundo | Cecília                             | Especial de fim de ano                     |
| 2011 | O Astro                  | Jamile Hayalla                      |                                            |
| 2012 | Amor Eterno Amor         | Beatriz Mainardi                    |                                            |
| 2013 | Amor à Vida              | Regina dos Santos Batista (Gina)    |                                            |
| 2015 | Malhação Sonhos          | Gilda Noronha                       | Episódios: "19 de fevereiro–19 de março"   |
| 2015 | Além do Tempo            | Rosa Ventana Rosa del Cosso         |                                            |
| 2018 | Valor da Vida            | Camilla Vasconcelos                 |                                            |
| 2020 | Salve-se Quem Puder      | Agnes Romantini                     |                                            |

### Cinema
| Ano  | Título           | Personagem | Notas          |
| ---- | ---------------- | ---------- | -------------- |
| 2001 | Sonhos Tropicais | Esther     |                |
| 2017 | Escolhas         | Daniela    | Curta-metragem |

## Teatro
| Ano  | Título                   | Personagem |
| ---- | ------------------------ | ---------- |
| 1992 | Mayã, uma ideia de paz   | Mayã       |
| 1999 | Alice Através do Espelho | Alice      |

## Prêmios e indicações
| Ano  | Premiação                                    | Categoria                       | Nomeação             | Resultado | Ref.   |
| ---- | -------------------------------------------- | ------------------------------- | -------------------- | --------- | ------ |
| 2002 | Festival de Cinema de Recife                 | Melhor Atriz                    | Sonhos Tropicais     | Venceu    |        |
| 2003 | Prêmio Guarani de Cinema Brasileiro          | Melhor Atriz                    | Sonhos Tropicais     | Indicada  |        |
| 2003 | Prêmio Contigo! de TV                        | Melhor Vilã                     | Coração de Estudante | Indicada  |        |
| 2008 | Prêmio Zilka Salaberry                       | Melhor Atriz                    | Ogroleto             | Venceu    |        |
| 2017 | Pink City International Shorts Film Festival | Melhor Atriz                    | Escolhas             | Venceu    | [ 19 ] |
| 2017 | Festival Brasil de Cinema Internacional      | Melhor Atriz                    | Escolhas             | Venceu    | [ 19 ] |
| 2018 | Festival Santa Maria de Vídeo e Cinema       | Melhor Atriz                    | Escolhas             | Venceu    | [ 20 ] |
| 2018 | Prêmio Embaixadores                          | Homenagem pelo Conjunto da Obra | Homenagem            | Venceu    | [ 21 ] |